# 뉴딜
뉴딜 정책(영어: New Deal)은 미국을 대공황에서 구하기 위해 1933년부터 1938년까지 프랭클린 D. 루스벨트 대통령이 주도한 일련의 경제 프로그램이자 공공사업 계획인 동시에 금융 개혁과 규제 정책을 말한다. 대공황의 불황은 근본적으로 시장 불안정으로 인해 발생했으며 결국 이후에는 경제를 보다 안정적이고 낫게 하기 위해서는 정부의 개입이 필요하다는 사실이 널리 받아들여지게 되었다.
민간 보존단(CCC), 공공사업진흥국(WPA), 토목관리국(CWA), 농장안전국(FSA), 국가산업부흥국(NIRA), 사회보장국(SSA)와 같은 뉴딜 정책으로 설립된 주요 기관들은 농부, 실업자, 청년, 노인들 등의 대공황으로 큰 피해를 입은 이들을 도왔다. 또한 뉴딜 정책에는 은행 산업에 대한 새로운 제약과 보호 장치, 물가가 급락한 후 경제를 다시 부양하려는 시도가 포함되었으며, 주로 프랭클린 D. 루스벨트 대통령의 첫 임기 동안 의회에서 통과된 법률과 행정 명령이 뉴딜 정책을 주도했다.
뉴딜 정책은 역사학자들이 "3R"이라고 말하는 3가지 분야에 초점을 두어 진행되었다. 첫 번째는 실업자들과 가난한 사람들을 구제하기 위한 "구호"(relief)시키는 것, 두 번째는 경제를 정상 수준으로 "회복"(recovery)시키는 것, 마지막은 반복적인 불황을 방지하기 위한 금융 "개혁"(reform)시키는 것이다. 뉴딜 정책은 진보적 사상의 확산, 남부와 대도시에서의 정치기계 형성, 새로 권한을 부여받은 노동조합, 다양한 인종 집단을 기반으로 하는 민주당을 다수당으로 만드는 정치적 재편성을 가져왔다. 뉴딜 정책의 시행에 공화당은 분열되어, 진보적인 공화당 세력은 뉴딜을 지지했지만 보수적인 공화당 세력은 비즈니스와 경제 성장에 적대적이라는 이유로 반대했다. 이러한 재편성은 이후 1960년대 대통령 선거를 장악하는 뉴딜 연합의 창설을 통해 가시화되었고, 이에 반대한 보수 연합 세력은 1937년부터 1964년까지 대체적으로 의회를 장악했다.

## 정책의 발전

### 제1차 뉴딜
1933년의 "첫 번째 뉴딜 정책"은 경제의 전반적인 단기 회복에 초점을 맞추었다. 루스벨트 행정부는 은행개혁법, 긴급 안정책, 일자리 안정책, 농업 정책, 산업 개혁(NRA, 국가경제회복기구), 연방 차원의 복지 정책을 추진하고, 금본위제와 금주법을 폐지했다.

### 제2차 뉴딜
"두 번째 뉴딜 정책"(1935년~1936년)은 노동 조합 지원책, 공공사업진흥국(WPA)의 안정 프로그램, 사회보장법, 소작인과 농업 분야의 이주 노동자를 비롯한 농부들에 대한 원조 프로그램을 포함하고 있다. 미국 연방 대법원은 이들 정책을 위헌으로 판시했다. 그러나 국가경제회복기구(NRA)를 제외하고는 대부분의 정책들이 유사한 정책들로 교체됐다. 사실상 제2차 세계 대전의 시작과 함께 뉴딜 정책은 마감됐다. 1943년 10월 루스벨트가 말한 대로 "뉴딜 선생"(Dr. New Deal)은 "승전 선생"(Dr. Win the War)에게 길을 양보하고 물러났다.

### 뉴딜의 현재
제2차 세계 대전 중에 보수연합(Conservative Coalition)은 대부분의 사회 안정책을 폐지했다. 보수연합은 의회에서 뉴딜 정책을 반대했다. 1970년대 후반, 1980년대 초반의 규제철폐(deregulation) 물결은 많은 규제들을 폐지했다. 그러나 뉴딜 정책 당시 진행됐던 프로그램 중 몇몇은 당시와 같은 이름으로 지금도 계속 운영되고 있다. 예를 들면 미국 예금보험공사(FDIC), 연방 주택청(FHA), 테네시강 유역 개발 공사(TVA) 등이 있다. 현재 뉴딜정책을 계승하여 운영 중인 것 중 규모가 가장 큰 것으로는 대표적으로 사회보장법과 증권거래위원회(SEC)가 있다.

### 의미
뉴딜 정책은 미국 정치와 정책의 중대한 변화이다. 경제와 화폐 공급, 물가, 농업 생산량에 대한 연방 정부의 통제와 간섭이 증가했다. 노동 조합 활동을 곧 노동자들이 권리와 이익을 위해 단결하는 활동을 더 넓게 보장했고, 복합적인 사회 정책이 시행됐다. 지금도 경제학자와 역사가들은 뉴딜 정책의 효과, 결과에 대해 논쟁하고 있다.

## 개요

### 경제공황
1929년 10월 24일 미국 주식 시장에 "월 스트리트 충격"이 일어났다. 이어 10월 24일 24일 이른바 "검은 목요일"에 주식은 일주일 전의 하락폭보다 더 크게 하락했다. 이러한 일련의 사건은 전 세계 경제 침체의 촉매가 됐다.
1929년~1933년 동안 미국 실업률은 4%에서 25%로 증가했다. 공업 생산량은 약 3분의 1이 줄었다. 통화 가치의 증가로 빚을 갚기가 더욱 힘들어졌다. 목재업, 광업, 농업은 물가 하락으로 특히 어려움을 겪었다. 화이트 칼라와 서비스업 노동자의 고통은 상대적으로 덜했다.

### 루스벨트
1932년 미국 민주당 대통령 후보 지명을 수락하면서 루스벨트는 "아메리칸 사람을 위한 뉴딜"을 약속했다. 뉴딜이라는 용어는 1932년 초반에 출판된 스튜어트 체이스의 책 《뉴딜》에서 따온 것이다. 뉴딜(New Deal)은 시어도어 루스벨트의 스퀘어딜(Square deal：공평한 분배 정책)과 윌슨 대통령의 뉴프리덤(New Freedom：새로운 자유 정책)의 합성어이다.
루스벨트는 대공황을 타개하기 위한 여러 계획과 사상을 갖고 대통령이 되었다. "첫 번째 뉴딜 정책"(1933년~1934년) 때에는 민주사회주의 정당인 미국 사회당을 제외한 많은 자유주의 단체들이 요구 사항들을 관철시켰다. 따라서 "첫 번째 뉴딜정책"은 자기 모순, 실용주의, 실험의 혼합체였다. 그래도 경제는 1932년~1933년의 겨울보다 회복되었고, 1937년까지 점점 개선됐다. 하지만 1937년의 경기 침체는 실업률을 1934년 수준으로 떨어뜨렸다. 뉴딜 정책이 경제 회복에 기여하였는지, 아니면 회복을 더디게 했는지에 대해서는 지금도 논쟁 중이다. 주요 경제학자들은 이에 대해 각기 다른 관점을 견지하고 있다.
뉴딜 정책은 20세기 초반의 다양한 사상들을 담고 있다. 서먼 아놀드(Thurman Arnold)와 같은 뉴딜 옹호자들은 앤드루 잭슨과 토머스 제퍼슨으로 이어지는 반독점 전통을 강조했다. 뉴딜 옹호자들에게 큰 영향을 주었던 연방 대법관 루이스 브랜다이스는 독점이 낭비와 비효율을 부르는 부정적인 경제 권력이라고 주장했다. 그러나 반독점주의자들만 뉴딜 정책에 영향을 준 것은 아니었다. 국가경제회복기구(NRA)의 휴 사무엘 존슨(Hugh Samuel Johnson)과 같은 뉴딜 옹호자들은 우드로 윌슨 정부가 제1차 세계 대전을 위해 마련한 전시경제 체제에서 아이디어를 얻었다. 그들은 1917년~1918년의 정부 지출과 통제의 경험을 활용하였다. 또 다른 뉴딜 옹호자들은 경제 주체 사이의 협력을 통해 경제를 조화롭게 하고자 했던 1920년대의 시도에서 뉴딜 정책의 착상을 떠올렸다.
루스벨트는 소위 브레인 트러스트(Brain Trust)라는 자문단을 만들었다. 이 자문단은 뉴딜 정책을 학문적으로 뒷받침하였다. 브레인 트러스트는 경제 위기의 해결책으로 정부의 경제 통제를 더욱 강화시킬 것을 주문하였다. 국가경제회복기구(NRA)의 관계자인 도널드 리치버그(Donald Richberg)는 "국가 통제 경제야말로 우리의 현상황을 구할 수 있는 방안이며 유일한 희망"이라고 했다. 그러나 뉴딜 정책이 진행될수록 계획 경제에 대한 지식인들의 애초의 열광이 식어갔다. 그들은 경제에 대한 정부 통제로 모두가 즐겁게 일할 수 있는 유기적으로 통합된 경제를 이룰 수 있고, 이로써 미국 사회가 적대 세력으로부터 해방될 것이라고 믿었다. 이에 대해 휴 존슨 장군은 통제 경제가 "약육강식 논리와 사리사욕에 눈이 먼, 늑대 같은, 야만적이고 개인주의적인 잔혹한 신조"로부터 미국 사회를 구해 줄 것이라고 했다.
일부 보수파는 뉴딜 정책에 반대하였다. 1924년, 1928년의 대선 후보였던 존 데이비스(John W. Davis)와 알 스미스(Al Smith) 같은 민주당원들이 이끌었던 미국자유연맹(American Liberty League)은 1934년 조직화된 반대 세력이다. 뉴딜 반대 세력 중에는 이른바 올드 라이트(Old Right) 단체와 연관되어 있는 집단도 있었다. 이런 집단에는 민주당원, 공화당원을 막론하고, 고전적 자유주의를 지지하는 보수적 성향의 정치인, 지식인, 저술가, 신문 논설위원 등이 포함되어 있다.

## 첫 번째 뉴딜 정책

### "처음 백일" 동안의 정책
1932년 미국 대통령 선거에서 압도적인 승리를 거두고, 의회 선거에서도 민주당이 확고한 우위를 점하면서, 루스벨트는 전례없는 정치적 자본을 얻은 대통령이 되었다. 미국 국민들은 즉각적인 대책을 요구하고, 이에 따라 루스벨트는 임기의 "처음 백일" 동안 주목할 만한 일련의 정책을 내놓았다. "처음 백일" 동안 의회는 루스벨트의 요구를 모두 승인하였다.

#### 은행과 금융 개혁
루스벨트는 은행가들을 강력히 비판했다.
부도덕한 환전 관행은 대중으로부터 고발받고 있으며, 사람들의 반발심을 사고 있다. …… 환전상은 우리 문명의 상석에서 도망쳤다.

취임식을 하기도 전인 1933년 3월 2일에 루스벨트는 22개 주와 컬럼비아 특별구에서 모라토리엄과 은행 규제를 선언하는 소식을 들어야 했다. 루스벨트는 모든 은행에 1933년 3월 6일부터 9일까지 휴가를 명령했다. 루스벨트는 새로운 법을 통과시킬 때까지 은행 폐쇄 조치를 유지시켰다. 후버 정부 때 대강의 내용이 만들어졌던 긴급은행법 입법안은 3월 9일 의회에 제출되었다. 이 입법안은 같은 날 의회의 승인을 받아 법이 되었다. 긴급은행법에 따라 연방의 자금 지원과 재무부의 감독 아래에 건전한 은행 영업이 재개되었다. 이후 3일 동안 연방준비제도 가맹은행의 4분의 3이 영업을 재개하였다. 축적되어 있던 수십억 달러의 통화와 금이 한달 동안 이들 은행으로 흘러 들어와 은행 시스템이 안정되었다. 1933년 한해 동안 소형 지역 은행 4004개가 파산당하거나 대형 은행에 합병되었다. 이들 소형 은행의 예금자들은 예금액의 85%만을 돌려받을 수 있었다. 뉴딜에 반대하는 경제학자인 밀턴 프리드먼과 애나 슈워츠는 "'치료'로 질병이 더 악화될 뻔했다"라고 평했다. 이와 같은 '치료'를 되풀이하지 않기 위해, 의회는 1933년 6월 연방예금보험공사(FDIC)를 세웠다. 연방예금보험공사는 5000달러까지 보증해 주는 예금 보험을 제공했다. 연방예금보험공사의 설립으로 파산이 염려되는 은행에 예금을 찾으려고 몰려드는 현상은 사라졌다.
3, 4월에 의회의 법률과 루스벨트의 연방집행명령으로 미국 달러의 금본위제는 중단되었다. 금본위제 하에서 연방준비제도는 화폐 가치 방어를 위해 이자율을 높일 수만 있었을 뿐, 이자율을 낮출 수가 없었다. 금본위제를 금지하는 것과 관련된 법령에는 연방집행명령 6073호, 6102호, 6111호, 긴급은행법, 1933년 은행법, 양원공동결의 192호가 있었다. 금본위제 폐지에 따라 금화 소유자는 금화를 미국 달러로 교환하도록 강제당했다. 그리고 정부는 더 이상 달러를 금으로 지급하지 않았다. 그래서 금은 더 이상 법정 화폐로 인정되지 않았다. 외환 시장에서 달러는 금의 지급을 보장하지 않았고, 금에 대한 화폐 가치를 자유롭게 시장 가격에 따르게 했다. 그러나 1934년 금준비법(Gold Reserve Act)이 통과되면서 금에 대한 달러의 가치는 고정되었다. 금본위제 중단책이 일시적인 것이 아닌가 의심할 수도 있는 상황이었지만, 시장의 반응은 양호했다.

1920년~1940년의 미국 총고용인구
(농장과 공공사업진흥국(WPA)에 의한 고용은 제외된 수치)

경제는 1933년 3월 바닥을 치고 나서 회복하기 시작했다. 브로더스 미첼(Broadus Mitchell)은 "1932년 여름까지 모든 지표가 악화되었다. 이때는 경제적으로나 심리적으로 침울한 불황의 정점이었다"라고 평가했다. 실제로 경제 지표들은 3월 1일 최하 수준이었다가 점점 회복세가 강해졌다. 연방준비제도의 산업생산량 지표(Federal Reserve Index of Industrial Production)는 1935년~1939년을 100으로 보았을 때, 1932년 7월 최저 수치인 52.8을 기록했다. 이 수치는 1933년 3월 54.3으로 거의 변동이 없었지만, 1933년 7월에는 85.5에 이르렀다. 네 달 만에 약 57%라는 극적인 증가율이었다. 1937년까지 회복 추세는 계속됐다. 1937년 경제는 1920년대보다 더 좋아졌다. 1937년의 경기 침체는 일시적인 하락이었다. 민간 제조업 부문의 고용률은 1920년대 수준으로 회복했고, 제2차 세계대전의 발발로 고용률은 더욱 증가했다.

#### 경제법 (균형예산 정책)
예산 관리자(Budget Director) 루이스 더글라스(Lewis Douglas)가 기초한 경제법(Economy Act Agreement for Purchasing Goods or Services)은 1933년 3월 14일에 통과됐다. 이 법은 공무원 월급을 줄이고, 퇴역 군인에 지급되는 연금의 40%를 삭감하여 연방 "정기" 예산에서 수입과 지출의 균형을 맞추는 내용을 담고 있다. 이 법으로 1년에 5억 달러를 아낄 수 있었다. 새로운 대통령 루스벨트가 이처럼 보수적인 재정정책을 실시한 것은 더글라스와 같은 균형예산 지지 강경파에게 환영받았다. 루스벨트는 제1차 세계대전 참전 군인에게 상여금을 주기로 하는 상여금법(Bonus Bill)도 강력히 반대했다. 대통령의 법안 거부에도 불구하고 의회는 1936년 상여금법을 통과시켰다. 1936년도 선거 직전에 참전 군인 4백만 명에게 재무부는 15억 달러를 현금으로 지급했다.
그러나 오래지 않아 루스벨트는 자신의 정책들에 예산을 지원하려면 예산에서 결손액을 발생시켜야 함을 깨달았다. 루스벨트는 연방 예산이 "정기" 예산과 "비상" 예산으로 구분될 수 있다고 주장했다. 즉 "정기" 예산은 균형을 맞추어야 하지만 "비상" 예산은 불경기를 해결하기 위해 지출을 늘려 균형을 깰 수 있다는 것이었다. 실제로 일시적으로 예산이 불균형 상태였던 적이 있다. 그러나 더글라스는 루스벨트의 예산 구분 논리를 거부했고, 1934년 사임한 후, 뉴딜 정책 비판가로 거리낌 없이 활동했다.
적어도 1960년 존 F. 케네디가 대통령에 당선되기 전까지, 정부 지출이 경제 회복에 도움된다는 케인스 학파의 주장에 뉴딜 정책 지지자들이 완전히 동의한 것은 아니었다. 재무부의 헨리 모건소 주니어를 비롯한 당시 경제학자 대다수가 케인스 학파의 불황 해결책을 거부했고, 수입과 지출이 균형잡힌 예산을 선호했다.

#### 농업 지원
루스벨트는 농업 문제에 많은 관심을 가졌다. 그는 농업이 번영해야 진정한 부흥을 일으킬 수 있다고 믿었다. 다양한 프로그램들이 농부를 대상으로 진행됐다. 농산물 생산량을 조절해 농산물 가격을 상승시켜서 농가 소득을 증가시켰다. 농업조정법(Agricultural Adjustment Act)에 근거하여 1933년 5월 농업조정국이 설립되었다. 이 법은 주요 농민 단체, 특히 미국농업국연맹(American Farm Bureau Federation)의 요구 사항들을 반영하고 농무부 장관 헨리 월리스(Henry A. Wallace), 농업경제학자 렉스포드 턱웰(Rexford Tugwell), 루이스 그레이(Lewis C. Gray), 조지 픽(George Peek) 같은 농업 관련 인사들의 토론 내용도 반영했다.
농업조정국(AAA)은 옥수수, 솜, 유제품, 돼지고기, 쌀, 담배, 밀의 국내 총생산량을 통제했다. 생산량 통제를 위해 땅을 놀리는 지주에게 농업조정국은 보조금을 지급했다. 목표는 1910년~1912년의 "패리티" 수준까지 농산물 가격을 올리는 것이었다. 이를 위해 목화 밭을 갈아 엎고, 돼지들을 파묻었다. 즉 공급을 줄여 가격을 올리면 농부가 이득을 보리라는 생각이었다. 목화와 밀 생산량의 25%가 줄었다. 뉴딜 정책을 시작한 처음 3년 동안 농부의 수입은 급속히 증가했다. "패리티" 농산물 가격은 1929년 93에서 1932년 58로 떨어졌다가 꾸준히 올라가서 1936년 92가 되었다. 1938년~1940년에는 79로 떨어졌다. 어느 법제 사학자에 따르면 소비자들이 높은 가격에 고통받아서 "강력한 희소 공급 정책을 두려워했다"고 한다. 워싱턴포스트에 나온 갤럽 여론조사는 미국인 대다수가 농업조정국에 반대했음을 보여 주었다.
농업조정국은 농업 경제 정책에서 장기간에 걸쳐 연방 정부 차원에서 중요한 역할을 했다. 하지만 이곳은 소작 농민이나 농장 피고용인처럼 언제 그만둘지 모르는 사람들과는 관련이 없었다. 그들을 위한 정책은 따로 있었다.

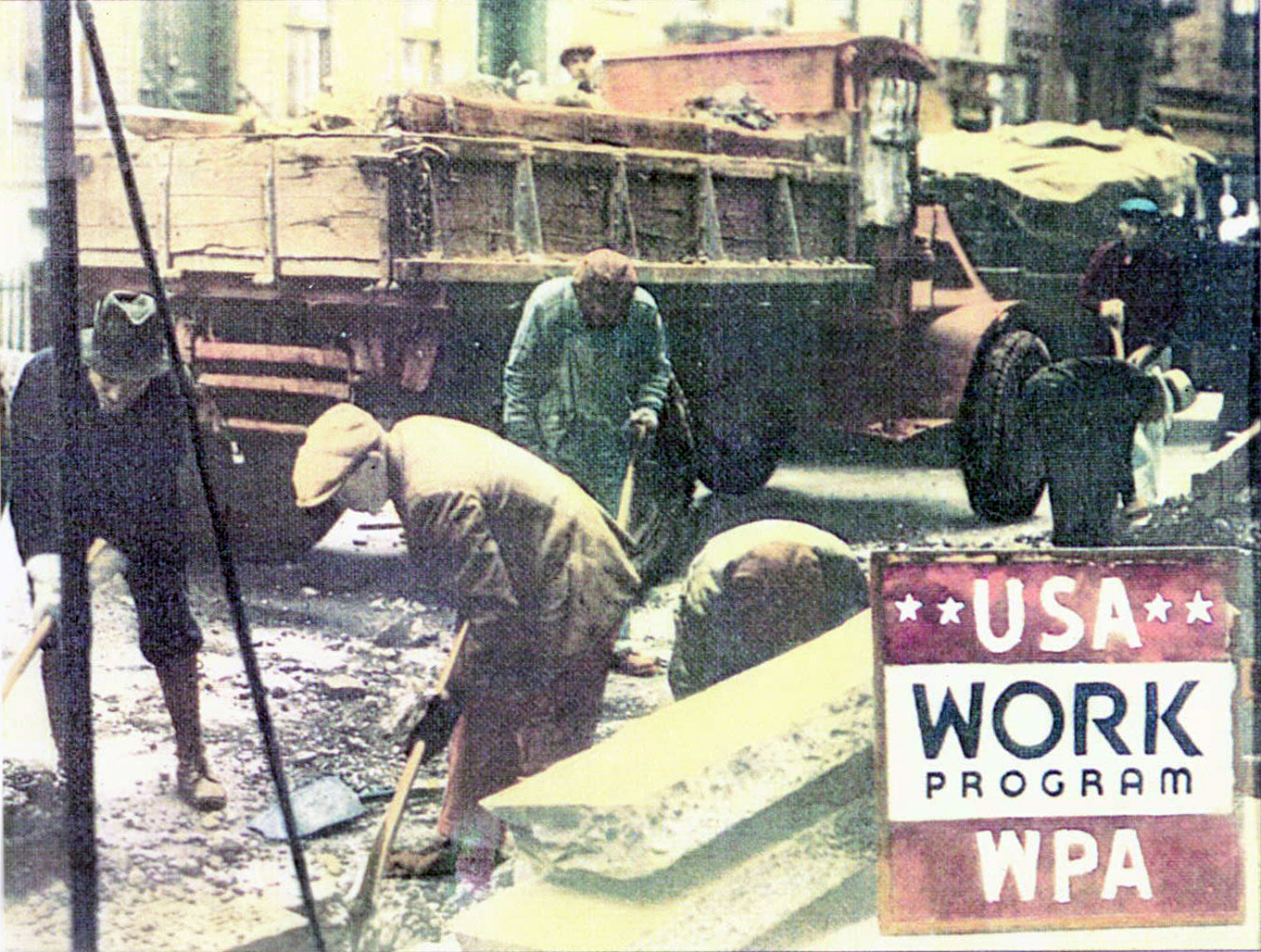
공공사업진흥국(WPA)은 미숙련 노동자 2백만~3백만 명을 고용했다.

남부에는 많은 사람들이 빈곤했다. 이들을 위한 프로그램에는 재정착 지원청(RA), 농가 보호청(FSA), 농촌 전력청(REA), 테네시강 유역 개발 공사(TVA)의 정책과 복지 정책이 있었다. 1933년 5월 설립된 테네시강 유역 개발 공사는 농장을 현대화하고 전력을 공급하고 홍수를 억제하기 위해 엄청난 규모의 댐 공사를 추진했다. 복지 정책으로는 공공사업진흥국, 산림청, 민간자원보존단(CCC)이 진행시킨, 학교 급식 지원, 학교 설립, 도로망 확충, 숲 복원 프로그램이 있다.
1936년 연방 대법원은 농업조정법이 위헌이라고 판결했다. 법원은 "농산물 생산량 통제는 연방정부가 위임해 준 권한을 넘어선다"고 판단했다. 농업조정국의 정책은 유사한 프로그램으로 대체됐다. 기존의 농업조정국은 땅을 놀리는 농부에게 보조금을 주었지만, 새로운 프로그램은 시장에서 팔리지도 않는 자주개자리를 경작하는 농부에게 보조금을 주는 것이었다. 이것은 연방 대법원도 승인한 것이다. 이때 이후로 연방 차원의 농산물 생산량 규제는 조금씩 변형되기는 했지만, 2008년에도 대규모의 농업 보조금 정책은 계속되고 있다.

#### 금주법 폐지
루스벨트는 1932년 미국 대선에서 공약으로 금주법 폐지를 제시했다. 루스벨트는 약속대로 1933년 3월 23일 볼스티드법(Volstead Act, 금주법) 개정안에 서명해 술의 제조와 판매를 임시로 합법화했다. 수정헌법 제18조(금주법의 헌법적 근거)를 정식으로 폐지한다는 내용의 수정헌법 제21조는 1933년 2월 20일 연방 의회에서 제안돼 이미 입법 과정에 있었고, 대다수의 주가 이를 비준하여 같은 해 12월 5일 수정헌법 제18조와 금주법은 폐지됐다. 금주법 폐지로 주 정부와 도시들은 새로운 수입원을 얻었고, 루스벨트는 금주법에 반대하던 도시민의 지지를 이끌어내 뉴딜 정책에 힘을 실을 수 있었다.

## 두 번째 뉴딜 정책

### "다음 백일" 동안의 정책
1935년 의회는 몇몇의 중요한 구제와 측량 개혁을 승인하였다. 경제 안정을 강조하는 데 향하던 이 법률들은 뉴딜 정책의 오랜 성과들의 중심이 되었다. 수많은 새 법률들이 여름 동안에 통과하였다.

#### 공공 기획 촉진국
고속도로, 거리, 다리, 공원과 원대한 가격을 향하는 다른 프로젝트를 건설하는 일들을 마련하였다. 그 법률은 화가, 작가와 연기자들을 위한 일들을 창조하였다. 공공 기획 촉진국(Works Project Administration)은 약 8.5 백만명의 사람들을 위한 일들을 마련하였고, 1939년 공공 사업 촉진국(Work Projects Administration)으로 개명하였다.

#### 전국 노동 관계법
전국 노동 관계법(The National Labour Relations Act)은 발의자의 이름을 따서 피터 와그너 법이라고도 하는데, 노동자들이 노동조합을 조직하여 활동하며, 자본가와의 단체교섭을 할 수 있는 권리(단결권, 단체교섭권)를 보증하였고, 노동삼권을 보호하기 위하여 부당노동행위를 규정하였다. 1930년 전국 노동관계법이 제정된 후 몇년 동안에 미국 노동총연맹(AFL)과 산별노조협의회(Congress of Industrial Organisation)는 수백만의 노동자들을 노동조합원으로 조직하였다.

#### 사회 보장법
사회보장법은 본래 19세기 말 유럽에서 확립된 사회보장제도를 염두에 둔 것. 루스벨트는 미국 안에서도 복지제도가 정착되길 바라는 마음이 있었고 프랜시스 퍼킨스를 책임자로 한 '경제안전위원회'를 구성 . 위원회의 임무는 노령연금제도, 실업보험, 전국건강보험 등을 의회 회기에 상정할 수 있도록 하는 것이었다. 위원회는 보고서를 대통령에게 전달하고 대통령은 이 안건을 의회에 권고하고 다시 법제화되는 과정에서 몇번의 수정과 타협을 거침.
그것은 실업보험과 노령연금에 대한 정당성 확보하기 위한 노력의 결과. 실업보험과 노령연금은 수혜자가 일부를 부담한다는 점에서 완전한 무상복지가 아닌 연금을 납입한 사람만 복지를 받을 수 있다는 점에서 선택적이며 배타적 복지였다.
이 법률은 장애인들과 가난한 어린이들을 위한 보수를 마련하기도 하였다. 그렇지만 면제된 농장과 국내 노동자들에 의하여 법률은 이득으로부터 아프리카계 미국인들의 노동력 3분의 2를 차단하였다.

## 같이 보기
- 그린뉴딜
- 포드주의
- 뉴프런티어

### 내용주
1. ↑  뉴딜 정책 이전인 남북 전쟁부터 1929년까지 민주당은 상원과 하원 모두를 거의 장악하지 못했고 17번의 대통령 선거에서 단 4번만을 승리했다. 그러나 뉴딜 정책 이후 1932년부터 1979년까지 민주당은 12번의 대통령 선거 중 8번을 승리했으며 대체적으로 상원과 하원 모두를 장악하고 있었다.

### 참조주
1. ↑  Carol Berkin;  외. (2011). 《Making America, Volume 2: A History of the United States: Since 1865》. Cengage Learning. 629–632쪽. ISBN 978-0-495-91524-9.
2. ↑  《글로벌 세계대백과사전》,  〈미국의 공황 대책〉
3. ↑  22 states and the District of Columbia were in the depths of banking restrictions and moratoria. - Bottom. Monday, Mar. 13, 1933 보관됨 2007-09-30 - 웨이백 머신 참고
4. ↑  From March 6 to 9 inclusive, a complete holiday for all banks in the U.S. - Bottom. Monday, Mar. 13, 1933 보관됨 2007-09-30 - 웨이백 머신 참고
5. ↑  Friedman and Schwartz (1963) p. 330
6. ↑  Meltzer, Allan H. (2004), A History of the Federal Reserve: 1913-1951, pp. 442-446
7. ↑  영문판 위키백과에서는 이 그래프의 세로축이 0부터 시작하지 않아서 고용 변화율을 실제보다 과장시켜 보여 준다는 의견도 있었다.
8. ↑  Mitchell p 404.
9. ↑  Leuchtenburg p. 171; Raymond Moley, The First New Deal (1966)
10. ↑  Leuchtenburg p. 45-46; Robert Paul Browder and Thomas G. Smith, Independent: A Biography of Lewis W. Douglas (1986)
11. ↑  Leuchtenburg p. 171, 245-6; Herbert Stein, Presidential economics: The making of economic policy from Roosevelt to Reagan and beyond (1984)
12. ↑  패리티(Parity)는 생활 필수품 가격과 비교해 농민이 받는 농산물 가격의 비율이다.
13. ↑  1910년~1914년의 평균 "패리티" 농산물 가격을 100으로 봤을 때를 기준으로 했다. 이 지수가 높을수록 농민에게 좋다. 참고: Historical Statistics series K353; Badger, New Deal, p.89. 153-57.
14. 1 2  Cushman, Barry (1998). Rethinking the New Deal Court. Oxford University Press. p.34
15. ↑  Pasour Jr, E.C. "Intellectual Tyranny of the Status Quo: Agricultural Economists and the State". (April 2004) 보관됨 2023-04-14 - 웨이백 머신
16. ↑  2008년 새로 제정된 미국의 농업법(식품·보전·에너지법)은 향후 5년간 3,070억 달러의 지출을 인정하는 등 보호수준을 한층 높였다는 점에서 세계의 관심을 끈다. 참고: 미국 2008년 농업법 제정, 농업보호 강화 보관됨 2016-03-08 - 웨이백 머신, 한국농촌경제연구원 뉴스레터 세계농업, 2008년 5월.
17. ↑  Ratification of Constitutional Amendments, U.S. Constitution Online
18. ↑  Leuchtenburg, Franklin D. Roosevelt and the New Deal pp 46-47